# Павловський Іван Григорович
Іван Григорович Павловський (11 (24) лютого 1909 — 27 квітня 1999) — радянський воєначальник українського походження, Головнокомандувач Сухопутними військами — заступник Міністра оборони СРСР (1967-1980). Генерал армії (1967). Герой Радянського Союзу (1969). Головнокомандувач об’єднаним угрупуванням військ країн Варшавського договору під час вторгнення до Чехословаччини у 1968 році. Член Центральної ревізійної комісії КПРС (1966—1971). Член ЦК КПРС (1971—1981). Депутат Верховної Ради СРСР 6—9-го скликань (1962-1984).

## Біографія
Народився 11 (24) лютого 1909 року в селі Теремківці нині Чемеровецького району Хмельницької області. Українець. У 1929 році закінчив сільськогосподарську професійну школу, працював агрономом в Кам'янець-Подільському окружному колгоспному союзі, потім в Грушецькій МТС.
У листопаді 1931 призваний в Червону Армію. Був червоноармійцем, курсантом команди однорічників 9-го стрілецького полку 3-й Кримської стрілецької дивізії. З 1932 року командир кулеметного взводу і роти 285-го стрілецького полку 95-ї стрілецької дивізії, командир 57-го окремого кулеметного батальйону в Рибницькому укріпрайоні. У 1941 році закінчив перший курс Військової академії РСЧА імені М.В. Фрунзе.
На фронтах німецько-радянської війни з червня 1941 року. З червня 1941 по серпень 1942 року  І.Г. Павловский обіймав посаду начальника штабу і командира 962-го стрілецького полку 296-ї стрілецької дивізії на Південному фронті. З серпня 1942 по травень 1943 року – заступник командира і командир (з вересня 1942) 9-ї гвардійської стрілецької бригади на Закавказькому і Північно-Кавказькому фронтах, брав участь в оборонних боях битви за Кавказ, в Північно-Кавказькій і Краснодарській наступальних операціях у січні-травні 1943 року. З червня 1943 року й до кінця війни командир 328-ї стрілецької дивізії у складі Північно-Кавказького, Південного, 1-го Українського і 1-го Білоруського фронтів. Дивізія під командуванням І.Г. Павловского пройшла бойовий шлях від Північного Кавказу до Берліна.
За прорив оборони німецько-фашистських військ у районі Ковеля в червні 1944 року, дивізія нагороджена орденом Червоного Прапора, за прорив глибоко ешелонованої оборони ворога під Варшавою і за участь у звільненні столиці Польщі в січні 1945 року отримала почесне найменування «Варшавська».
У післявоєнний період І.Г. Павловський командував дивізією, потім відбув на навчання. У 1948 році закінчив Вищу військову академію імені К.Є. Ворошилова. Командував стрілецьким корпусом і армією.
У квітні 1958 призначений першим заступником командувача військами Закавказького військового округу, в червні 1961 року – командувачем військами Приволзького військового округу, а в листопаді 1963 року – командувачем військами Далекосхідного військового округу.
З квітня 1967 року – заступник Міністра оборони СРСР, а з листопада 1967 по листопад 1980 року – головнокомандувач Сухопутними військами – заступник Міністра оборони СРСР.
У серпні 1968 року був призначений командувачем об'єднаними військами держав Варшавського договору в майбутній операції по введенню військ до Чехословаччини (Опера́ція «Дуна́й»). Вторгнення армій п'яти держав було вироблено 20-21 серпня 1968 року. Загальна чисельність введених військ склала до 500 тисяч чоловік, близько 5 тисяч танків і одиниць бронетехніки.
21 лютого 1969 за мужність і відвагу, проявлені в боях з захисту Радянської держави, і заслуги в будівництві та зміцненні Збройних Сил СРСР генералу армії Павловському Івану Григоровичу присвоєно звання Героя Радянського Союзу з врученням ордена Леніна і медалі «Золота Зірка» (№ 10712).
У серпні-листопаді 1979 року перебував в Афганістані у складі високопоставленої радянської місії. Крім офіційного завдання з надання практичної допомоги в реорганізації афганської армії, вивчав ситуацію в країні перед введенням радянських військ до Афганістану. За підсумками роботи надав Міністру оборони СРСР Д.Ф. Устинову та начальнику Генерального штабу М.В. Огаркову письмову доповідь з категоричними запереченнями проти введення радянських військ в Афганістан. В результаті Главкомат Сухопутних військ був відсторонений від розробки операції по вторгненню до Афганістану, а сам 71-річний генерал армії І.Г. Павловський через кілька місяців був переведений до Групи генеральних інспекторів МО СРСР.
З грудня 1980 по січень 1992 – військовий інспектор-радник Групи генеральних інспекторів Міністерства оборони СРСР.
З січня 1992 року у відставці. Жив у Москві. Помер 27 квітня 1999 року. Похований на Кунцевському кладовищі в Москві (ділянка 10).